# 厉延明
厉延明（1958年—），山东日照人。汉族。加入中国共产党。海军潜艇学校常规潜艇通科专业毕业。中国人民解放军少将。

## 生平
2015年3月前，任中国人民解放军海军装备部政治委员。
2013年，当选第十二届全国人民代表大会解放军代表。2018年2月24日，当选为第十三届全国人大代表。